# Catuaba com Amendoim
Catuaba com Amendoim é uma banda brasileira de forró eletrônico, formado em 1996 pelos integrantes Socorrinha, Kiko, Cláudia Lombardi, Luciano, B. Jota, Francisco José e Francisco José II. A banda obteve grande destaque no cenário do forró estilizado. Um dos seus grandes sucessos foi a música Saga de Um Vaqueiro, interpretada pelo cantor Neto Rapariga (Neto Leite)  em 2018 o empresário Emanuel Gurgel, proprietário da banda, a desativou. Lembrando que a Catuaba com Amendoim pertencia ao grupo Mastruz com Leite.
Em 2022, a banda voltou as suas atividades,  tendo nos vocais os cantores: Vivi, Naldo Freitas e Black cantor. 

## Discografia
- Catuaba com Amendoim - O Tesão do Forró, Ano 1997
- Catuaba com Amendoim - Canta Teixeirinha, Ano 1998
- Catuaba com Amendoim - Duplo Sentido, Ano 1999
- Catuaba com Amendoim - Ao Vivo I, Ano 1999
- Catuaba com Amendoim - Cartinha de Amor, Ano 2000
- Catuaba com Amendoim - Canta Petrucio Amorin, Ano 2000
- Catuaba com Amendoim - Acústico, Ano 2001
- Catuaba com Amendoim - Ao Vivo II, 2001
- Catuaba com Amendoim - Ao Vivo III, 2002
- Catuaba com Amendoim - O melhor do Catuaba com Amendoim, 2003 Catuaba com Amendoim - Casamento Navara, 2003
- Catuaba com Amendoim - Senha Secreta, 2006